# Carlos Olmos
Carlos Olmos (Tapachula de Córdova y Ordóñez, Chiapas, México, 8 de diciembre de 1947 - Ciudad de México, México, 13 de octubre de 2003) fue un dramaturgo mexicano. Entre sus telenovelas más exitosas se encuentran En carne propia, El extraño retorno de Diana Salazar, Cuna de lobos, La pasión de Isabela y Caminemos.

## Biografía
Carlos Olmos, originario de la ciudad de Tapachula de Córdova y Ordóñez, Chiapas, donde vivió toda su infancia y adolescencia, para finalmente radicar en la ciudad de Tuxtla Gutiérrez, Chiapas; fue uno de los dramaturgos más importantes del teatro mexicano.
De su pluma provienen los éxitos más grandes en la historia de la televisión mexicana, así como las obras de teatro más populares y representadas: Cuna de lobos y Aventurera. De esta última, fue adaptador original para obra de teatro, obra sin precedentes y única en su historia, que por su popularidad y éxito nacional e internacional han participado en la misma un sinnúmero de actores y actrices como Edith González, Alejandro Tommasi y su productora Carmen Salinas.
Estudió actuación y dramaturgia en la Escuela Nacional de Arte Teatral. Fue becario del Centro Mexicano de Escritores en 1971 y en 1975. Entre sus obras más importantes se encuentran Tríptico de juegos, Lenguas muertas, Las ruinas de Babilonia, El dandy del Hotel Savoy, Final de viernes, La rosa de oro, El presente perfecto, entre otras.
Aparte de algunas publicaciones de su teatro en editoriales como la Universidad Veracruzana (Ultra Violeta) y la colección Escenología, en el año 2008 apareció el volumen Carlos Olmos, Teatro Completo, en el Fondo de Cultura Económica (FCE), edición y prólogo de Enrique Serna y Julián Robles.
Obtuvo dos veces la beca del Centro Mexicano de Escritores en la década de 1970, fue miembro del Sistema Nacional de Creadores y tanto sus telenovelas como su teatro fueron vistas por millones de personas en México y el mundo.
Le sobrevivió su madre Matilde Morga.

## Telenovelas

### Historias originales
- Sin pecado concebido (2001)
- La sombra del otro (1996)
- En carne propia (1990-1991)
- El extraño retorno de Diana Salazar (1988-1989)
- Tal como somos (1987-1988)
- El rincón de los prodigios (1987-1988)
- Cuna de lobos (1986-1987)
- La pasión de Isabela (1984-1985)
- Caminemos (1980)
- Acompáñame (1977)
- Atardecer en el trópico

### Adaptaciones
- Otra vuelta de tuerca (1981) Original de Henry James
- El árabe (1980) Original de Edith Maude Hull
- El amor llegó más tarde (1979) Original de Corín Tellado
- Julia (1979) Original de Tezzie Picaso
- Ardiente secreto (1978) Original de Charlotte Brontë

### Nuevas versiones reescritas por otros
- Shadow (1996) (La sombra del otro) - Por Alberto Rudich.
- La verdad de Laura (2002)  (Cuna de lobos) - Por Lea Vélez y Susana Prieto (Versión muy libre).
- Cuna de lobos (2019) - Por Lily Ann Martin y Claudio Lacelli (Versión muy libre).

## Premios y reconocimientos

### Premios TVyNovelas
| Año  | Categoría      | Telenovela    | Resultado |
| ---- | -------------- | ------------- | --------- |
| 1987 | Mejor escritor | Cuna de lobos | Ganador   |

### Premios ACE 1992
| Categoría        | Telenovela      | Resultado |
| ---------------- | --------------- | --------- |
| Mejor Telenovela | En carne propia | Ganador   |